# Эзельский уезд
Э́зельский уе́зд, также А́ренсбургский (эст. Kuressaare kreis) — административная единица Лифляндской губернии Российской империи, затем Эстонии, существовавшая в 1745—1920 годах. Центр — город Аренсбург. Сааремаа.

## История
Уезд образован в 1745 году в составе Рижской губернии. В 1796 году после преобразования Рижского наместничества Эзельский уезд вошёл в состав Лифляндской губернии. В 1920 году уезд отошёл к независимой Эстонской Республике.

## Население
По переписи 1897 года население уезда составляло 60 263 человека, в том числе в Аренсбурге — 4603 жит.

### Национальный состав
Национальный состав по переписи 1897 года:
- эстонцы — 57 537 чел. (95,5 %),
- немцы — 1573 чел. (2,6 %),
- русские — 531 чел. (0,9 %),

## Административное деление
В 1913 году в уезде было 18 волостей:
| - Аброкская — д. Сальме, - Велико-Кармельская — г. Аренсбург, - Велико-Моонская — остр. Моон, - Гелламская — им. Геллама, - Кергельская — им. Кергельсгоф, - Килькондская — прих. Кильконд, - Когульская — им. Когуль, - Лайзская — им. Лайсберг, - Лаймъяльская — им. Лаймъял, | - Лиммадская — им. Лиммада, - Лонаская — пост. Кармель, - Мазикская — им. Велико-Пахила, - Мустельская — м. Мустель, - Перзамаская — им. Перзама, - Пихтлаская — мыза Пиха, - Руноская — остр. Руно, - Торкенская — им. Торкенгоф, - Усмойзская — им. Кененгоф, |